# Liste der Herrscher von Saba
Im Folgenden sind zwei alternative Listen der Herrscher des Königreichs von Saba aufgeführt.

## Chronologie
siehe hierzu: Chronologie Südarabiens
Hierbei haben sich im Wesentlichen zwei Lehrmeinungen herausgebildet:
- die „Lange Chronologie“

Zu Ende des 19. Jahrhunderts datierten Eduard Glaser und Fritz Hommel den Beginn der altsüdarabischen Zivilisation in das späte 2. Jahrtausend v. Chr., diese Datierung blieb lange bestehen.
- die „Kurze Chronologie“

1955 veröffentlichte Jacqueline Pirenne einen Vergleich der altsüdarabischen Kunst mit der griechischen und gelangte dabei zu dem Schluss, dass die südarabische Zivilisation erst im 5. Jahrhundert v. Chr. unter griechischen Einfluss entstanden sei.
- die „Vermittelnde Chronologie“ (Amerikanische Ausgrabungen in Timna und Marib 1951–52)

setzt lediglich den Beginn von Qataban und Ma'in später an als die „Lange Chronologie“.
Vor allem durch neuere archäologische Forschungsergebnisse, wie den italienischen in Yala / Hafari und den französischen in Schabwat erhielt die Lange Chronologie immer mehr Anhänger. Inzwischen scheint die Mehrheit der Sabäisten der „Langen Chronologie“ von Wissmanns zuzustimmen.
| Version 1 |
| --- |
| - Sumuhu'ali (englisch: Samahu 'Ali) ca. 750 v. Chr. - Yada'-il Dharih ? - Yitha'amar Watar I. bin Yakrubmalik = Itamra? um 715 v. Chr. (englisch: Yathi'-amar Watar I.) ? - Yada'-il Bayin I. ? - Yitha'amar Watar II. (englisch: Yathi'-amar Watar II.) ? - Kariba-il Bayin ? - Dhamar'ali I. (englisch: Dhamar 'Ali Watar) ? - Sumuhu'ali Yanuf I. (englisch: Samahu 'Ali Yanif I.) ? - Yitha'amar Bayin I. (englisch: Yathi'-amar Bayin I.) ? - Karib’il Watar I. bin Dhamarʿali = Karibilu? ca. 685–ca. 675 v. Chr. (nach älterer Zählung Karib'il Watar I. und Karib'il Watar II.; auch Karib'il Watar der Große) - Samahu 'Ali Darih ? - Kariba-il Watar II. ? - Il-Sharah I. ? - Yada ? - Yakrib ? - Yitha' (englisch: Yathi') ? - Karib-il ? - Samah ? - Il-Sharah II. ? - Dhamar ? - Yada' ? - Dhamar ? - Karib-il Watar IV. ? - Il-Karib Yuhan'im ? - Karib-il Watar V. ? - Wahb-il ? - Anmar Yuhan'im ? - Dhamar 'Ali Darih ? - Nash'a-Karib Yuhamin ? - Nasir Yuhan'im ? - Wahb-il Yahuz ? - Karib-il Watar Yuhan'im ? - Yarim Ayman I. ca. 80–ca. 60 v. Chr. - ’Alhan Nahfan ca. 60 v. Chr.– ? Sein Nachfolger war sein Sohn Sha'ir Awtar. - Far'um Yanhab ? - Yarim Ayman II. ca. 35–ca. 25 v. Chr. - Sha'irum Awtar ca. 25 v. Chr.– ? mit: - Yazil Bayin ca. 25 v. Chr.– ? und mit: - Ilasharah Yahdub ca. 25 v. Chr.– ? (regierte nach dem Tode beider Yazil Bayin und Sha'irum Awtar) - anschließend von Saba zu Himyar |

| Version 2 |
| --- |
| Mukarribs der Sabäer - unbekannt 1200–800 v. Chr. Mukkaribs von Saba NEU*Karib'il I. Vater und Vorgänger des Yada'il Yanuf. - Yada'il Yanuf (englisch: Yada’il Yanif ben Kariba-il) ca. 755–ca. 740 v. Chr. - Sumuhu'ali Dharih I. Sohn des Yada'il Yanuf oder des Yada'il Bayyin I. (englisch: Samahu 'Ali Darih I ben Yada’il Yanuf) ca. 740–715 v. Chr. - Yitha'amar Watar I. bin Yakrubmalik = Itamra? um 715 v. Chr. - Yitha'amar Bayyin I. Sohn und Nachfolger des Sumuhu'ali Dharih oder eines anderen Sumuhu'ali; möglicherweise identisch mit Itamra (englisch: (Yathi'-amar Bayin I.) nach 715 v. Chr. - Dhamar'ali I. (englisch: Dhamar 'Ali I.) nach 715–vor ca. 685 v. Chr. - Karib’il Watar I. bin Dhamarʿali = Karibilu? ca. 685–ca. 675 v. Chr. (nach älterer Zählung Karib'il Watar I. und Karib'il Watar II.; auch Karib'il Watar der Große) - Sumuhu'ali I. vermutlich Nachfolger des Karib'il Watar I. (englisch: Samahu’Ali I.) nach 675 v. Chr. - Yada'il Dharih I. (englisch: Yada’il Darih I. ?) - Sumuhu'ali Yanuf I. (englisch: Samahu 'Ali Yanuf I.) ? - Yada'il Dharih II.? (englisch: Darih) ? - Yitha'amar Watar II. Sohn und Nachfolger des Yada'il Dharih II. (englisch: Yathi'-amar Watar) ? - Yada’il Bayin I. ? - Karib'il Bayyin I. Sohn des Yitha'amar I. (englisch: Karib-il Bayin I.) ? - Dhamar'ali Watar Sohn des Karib'il Bayyin I. (englisch: Dhamar 'Ali Watar) ? - Sumuhu'ali Yanuf II. Sohn des Dhamar'ali Watar; Sohn und Nachfolger Yitha'amar Bayyin II. (englisch: Samahu’Ali Yanuf II. ca. 545–ca. 525 v. Chr.) Könige von Saba - Styled Malik - Yitha'amar Bayyin II. (englisch: Yathi’-amar Bayin II. ca. 525–ca. 495 v. Chr.) - Kariba-il I. nach 495 v. Chr. - Yada’il I. ? und: - Yitha'amar I. (englisch: (Yathi’-amar I.) - Kariba-il II. NEU:*Karib'il IV. - Yada'il II. MITREGENT: Karib'il V. - Yitha'amar II. (englisch: (Yathi’amar II.) MITREGENT: Karib'il V. Nach deren Tod regierte Karib'il V. zunächst alleine, dann zusammen mit seinem Sohn Sumuhu'ali II. - Sumuhu'ali II. Samahu’Ali II. - Yada'il Bayyin II. Sein Sohn und Nachfolger war Sumuhu'ali Yanuf III. (englisch: Yada’il Bayin II.) - Sumuhu'ali Yanuf III. (englisch: Samahu’Ali Yanuf III.) ca. 410–ca. 380 v. Chr. und: NEU:* Yitha'amar Watar III. Sohn und Nachfolger des Sumuhu'ali Yanuf III. - Yaqrub Malik Darih ? - Samahu’Ali Yanuf IV. ? - Yada’il Bayin III. ? - Yaqrub Malik Watar I. ? - Yitha'amar Bayin III. (englisch: (Yathi’-amar Bayin III.) vor 320 v. Chr. - Karib-il Watar II. ca. 320–ca. 270 v. Chr. - Yada’il Bayin IV. nach 270 v. Chr. - Yaqrub Malik Watar II. ? - Dhamar’Ali Yanuf ? - Yitha'amar Bayin IV. (englisch: (Yathi’-amar Bayin IV.) vor ca. 200 v. Chr. - Samahu’Ali Darih II. ca. 200–ca. 175 v. Chr. - Karib-il Bayin II. - Yitha'amar III. (englisch: (Yathi’-amar III.) vor ca. 140 v. Chr. - ??? ca. 140–ca. 116 v. Chr. - Unter Himyar 116–55 v. Chr. - Samahu’Ali Yanuf V. ca. 55 v. Chr. - Yada’il Watar I. ca. 30 v. Chr. - Dhamar’Ali Bayin I. ca. 25 v. Chr. - Yadail Darih II. ca. 10 v. Chr.–ca. 10 n. Chr. - Yitha'amar Watar II. (englisch: (Yathi’-amar Watar II.) ca. 10–20 n. Chr. - Yada’il Watar II. ca. 20–30 n. Chr. - Dhamar 'Ali Bayin II. ca. 30–60 n. Chr. - Karib-il Watar Yuhan'im ca. 60–75 n. Chr. - Dhamar’Ali Darih ca. 75–85 n. Chr. - Ilasharah Yahdub ca. 85–100 n. Chr. - hiernach größtenteils zu Himyar Gurat und Marib Diese beiden Nationen waren Überbleibsel von Saba und fielen beide an Himyar im 3. Jahrhundert. Gurat - Nash'a-Karib Yahamin ben Dhamar’Ali Bayin II. ca. 85–ca. 100 n. Chr. - Sa'd Shams Asra ben Ilsharah Yahdub ca. 100–ca. 130 n. Chr. - Murtaza Yuham'in ca. 130–ca. 160 - ??? 160–180 - Farim Yanhub ca. 180–ca. 200 - Ilsharah Yahdub II. ca. 200–ca. 230 - Nash'a-Karib Yamin ca. 230–ca. 250 - anschließend zu Himyar Marib - Kurb ail Watur ibn Thamar ibn Ali 4. Jh v. Chr. - Yas'a 4. Jh v. Chr. - ??? 4. Jh v. Chr.–ca. 100 n. Chr. - Bahab’il Yahuz ca. 100–ca. 130 n. Chr. - Anmar Yuhamin ca. 130–ca. 140 n. Chr. - Kariba-il Watar Yuham’in nach ca. 140 n. Chr. - Rabb Shams Nimran nach ca. 140 n. Chr.–vor ca. 190 n. Chr. NEU* ’Alhan Nahfan um 200 n. Chr. Sein Nachfolger war sein Sohn Sha'ir Awtar. - Sha'ir Awtar (englisch: Sahr Autar) ca. 190–ca. 200 - Lahay’atat Yarham ca. 200 - anschließend zu Himyar |